# Шпагою
Шпагою (англ. By the Sword) — американо-французький фільм 1991 року.

## Сюжет
Літня людина на ім'я Макс Суба приходить в спортивну школу фехтування і просить власника Вілларда взяти його на тренерську роботу. Віллард, жорстокий і владний, досвідчений фехтувальник і відмінний тренер. Він навчався свого мистецтва ще у батька, який був убитий в змаганні багато років тому. Вілларду не подобається, як Суба володіє зброєю. Але він бере його на роботу прибиральником. А незабаром починає підозрювати, що старий з'явився неспроста: за цим криється якась таємниця.

## У ролях
| Актор             | Роль                    |
| ----------------- | ----------------------- |
| Ф. Мюррей Абрахам | Максиміліан «Макс» Суба |
| Ерік Робертс      | Олександр Віллард       |
| Міа Сара          | Ерін Клавеллі           |
| Крістофер Райделл | Джим Требор             |
| Елейн Каган       | Рейчел                  |
| Бретт Каллен      | Денні Галлахер          |
| Даг Верт          | Хоббс                   |
| Шеррі Герсі       | Танос                   |
| Стоуні Джексон    | Джонсон                 |
| Керолайн Барклай  | Тетяна                  |